# Daemonorops formicaria
Daemonorops formicaria är en enhjärtbladig växtart som beskrevs av Odoardo Beccari. Daemonorops formicaria ingår i släktet Daemonorops och familjen Arecaceae. Inga underarter finns listade i Catalogue of Life.